# سفينة إنزال متوسطة
كانت سفينة الإنزال المتوسطة (بالإنجليزية: Landing Ship Medium) وتختصر إلى (LSM) سفينة هجومية برمائية تابعة للبحرية الأمريكية خلال الحرب العالمية الثانية. بحجم مماثل لسفن إنزال الدبابات ومركبات إنزال المشاة، بُني منها 558 سفينة لصالح بحرية الولايات المتحدة بين عامي 1944 و1945. كانت معظم السفن المبنية على هذا الشكل عبارة عن وسائل نقل منتظمة، بينما تحول عدة عشرات منها أثناء البناء إلى أدوار متخصصة. خرج معظم هذه السفن من الخدمة خلال الحرب الباردة، ولكن وزارة الدفاع الأمريكية باعت العديد منها إلى دول أجنبية أو شركات شحن خاصة.
أنشأ (OPNAV N95)، قسم البحرية الأمريكية الراعي للموارد البحرية للحملات الحربية، برنامجاً جديداً لسفن الإنزال المتوسطة في 2020. وسيبلغ طول السفن الجديدة من 350 إلى 400 قدم، وبقدرة على العمل عند 22 عقدة ومدى يبلغ 6500 ميل. ستكون التكلفة أقل بكثير من الشحن البرمائي التقليدي، وفقاً لرواية نُشرت في جريدة مشاة البحرية في مارس 2023. تشير الرواية إلى أن الفوج الساحلي البحري سيحتاج إلى 9 سفن إنزال متوسطة. على سبيل المقارنة، يبلغ طول فئة جيسون التابعة للبحرية اليونانية حوالي 380 قدماً، مع سرعة قصوى تبلغ 18 عقدة.

## وصلات خارجية
- USS LSM/LSMR Association
- NavSource Photo Archives
- Landing Ships ibiblio.org
- My Life Aboard the LSM-319 by Eugene Carey
- The Navy's Smallest Aircraft Carrier, July 1958, Popular Mechanics small article on conversion of LSM-445 to a target drone launching vessel